# Combe à neige
La combe à neige (snowbed) désigne la « végétation des aires où se conserve tardivement une couche de neige ». Les combes à neige se développent dans les climats très froids. Elles sont un élément caractéristique des  toundras.
La combe à neige se forme à partir des masses de neige s'accumulant dans les dépressions ou à l'abri du vent derrière les irrégularités du terrain. La végétation ainsi recouverte bénéficie d'une protection contre les froids intenses et les vents desséchants offerte par l'épaisseur de neige déposée. Au printemps, la fonte graduelle de la neige cause la formation de la structure particulière des communautés végétales qui s'installent dans les combes à neige. La date de la fonte de la neige et la longueur de la saison de croissance qui en découle résultent en une stratification en cercle concentrique des espèces en fonction des exigences biologiques de chacune. La température du sol et le taux d'humidité sont aussi des facteurs qui varient de manière concentrique dans les combes à neige. La végétation des combes à neige tire avantage également des éléments nutritifs libérés lors de la fonte et accumulés pendant l'hiver avec la poussière et les débris entassés dans la neige.